# لیندسی الینگسون
لیندسی ماریه الینگسون (به انگلیسی: Lindsay Ellingson) متولد ۱۹ نوامبر ۱۹۸۴،  یک مدل آمریکایی می‌باشد. وی بیشتر به خاطر همکاری‌اش با کمپانی ویکتوریا سکرت شناخته شده است. وی یکی از "فرشته‌های ویکتوریا" بوده و مدل برندهایی چون شنل، دولچه و گابانا، پروئنزا اسکولر، والنتینو و کریستین دیور می‌باشد.